# Partecipanti al Tour du Rwanda 2020
In questa voce sono riportati i corridori iscritti alla ventitreesima edizione del Tour du Rwanda. I ciclisti partiti da Kigali sono stati 80 (5 per ogni squadra, quindi 16 squadre), mentre quelli giunti sul medesimo traguardo finale sono stati 58.

## Corridori per squadra
È riportato l'elenco dei corridori iscritti, il loro numero di gara e il loro risultato; sotto in legenda vengono riportati i dettagli dell'elenco.
| Ruanda                         | Ruanda                    | Ruanda                 | Androni Giocattoli-Sidermec       | Androni Giocattoli-Sidermec       | Androni Giocattoli-Sidermec       | Vino Astana-Motors               | Vino Astana-Motors               | Vino Astana-Motors               |
| ------------------------------ | ------------------------- | ---------------------- | --------------------------------- | --------------------------------- | --------------------------------- | -------------------------------- | -------------------------------- | -------------------------------- |
| 1                              | Joseph Areruya            | 12º                    | 61                                | Francesco Gavazzi                 | R 6ª                              | 111                              | Matvey Nikitin                   | R 4ª                             |
| 2                              | Samuel Mugisha            | 15º                    | 62                                | Davide Gabburo                    | 18º                               | 112                              | Igor Chzhan                      | 38º                              |
| 3                              | Jean Cloude Uwizeye       | 44º                    | 63                                | Daniel Muñoz                      | 19º                               | 113                              | Stepan Astafyev                  | 48º                              |
| 4                              | Barnabé Gahemba           | 35º                    | 64                                | Simone Ravanelli                  | 5º                                | 114                              | Grigoriy Shtein                  | 16º                              |
| 5                              | Jean Bosco Nsengimana     | 53º                    | 65                                | Jhonatan Restrepo                 | 7º                                | 115                              | Yevgeniy Fedorov                 | 22º                              |
| Total Direct Énergie           | Total Direct Énergie      | Total Direct Énergie   | Nippo Delko Provence              | Nippo Delko Provence              | Nippo Delko Provence              | BAI-Sicasal-Petro de Luanda      | BAI-Sicasal-Petro de Luanda      | BAI-Sicasal-Petro de Luanda      |
| 11                             | Rein Taaramäe             | 41º                    | 71                                | José Manuel Díaz                  | 14º                               | 121                              | Carlos Oyarzún                   | 36º                              |
| 12                             | Romain Cardis             | 46º                    | 72                                | Biniam Girmay                     | 13º                               | 122                              | Dário António                    | 56º                              |
| 13                             | Pim Ligthart              | 37º                    | 73                                | Mulu Hailemichael                 | 9º                                | 123                              | Bruno Araujo                     | R 8ª                             |
| 14                             | Paul Ourselin             | 30º                    | 74                                | Rémy Rochas                       | R 2ª                              | 124                              | Gabriel Cole                     | R 6ª                             |
| 15                             | Simon Sellier             | 54º                    | 75                                | Dušan Rajović                     | 51º                               | 125                              | Hévio Jamba Lemos                | FTM 3ª                           |
| Eritrea                        | Eritrea                   | Eritrea                | Bike Aid                          | Bike Aid                          | Bike Aid                          | ProTouch Sports                  | ProTouch Sports                  | ProTouch Sports                  |
| 21                             | Henok Mulubrhan           | 10º                    | 81                                | Nikodemus Holler                  | R 8ª                              | 131                              | Kent Main                        | 4º                               |
| 22                             | Mehari Tewelde            | 23º                    | 82                                | Salim Kipkemboi                   | 42º                               | 132                              | Gustav Basson                    | 45º                              |
| 23                             | Natnael Tesfatsion        | 1º                     | 83                                | Matthias Schnapka                 | FTM 6ª                            | 133                              | James Fourie                     | 55º                              |
| 24                             | Dawit Yemane              | 17º                    | 84                                | Suleiman Kangangi                 | 25º                               | 134                              | Hendrik Kruger                   | 29º                              |
| 25                             | Sirak Tesfom              | 27º                    | 85                                | Mekseb Debesay                    | 21º                               | 135                              | Hafetab Weldu                    | R 6ª                             |
| Israel Start-Up Nation         | Israel Start-Up Nation    | Israel Start-Up Nation | Groupement Sportif des Pétroliers | Groupement Sportif des Pétroliers | Groupement Sportif des Pétroliers | Etiopia                          | Etiopia                          | Etiopia                          |
| 31                             | Omer Lahav                | 49º                    | 91                                | Azzedine Lagab                    | 32º                               | 141                              | Temesgen Buru                    | 28º                              |
| 32                             | Patrick Schelling         | 3º                     | 92                                | Abdelraouf Bengayou               | R 8ª                              | 142                              | Negasi Abreha                    | 24º                              |
| 33                             | Edwin Ávila               | NP 3ª                  | 93                                | Oussama Chablaoui                 | R 1ª                              | 143                              | Hailemelekot Hailu               | 20º                              |
| 34                             | Freddy Ovett              | 33º                    | 94                                | Karim Hadjbouzit                  | R 8ª                              | 144                              | Tesfay Teklehaymanot             | R 4ª                             |
| 35                             | Awet Gebremedhin          | 8º                     | 95                                | Abdallah Benyoucef                | 57º                               | 145                              | Filimon Zerabruk Debay           | FTM 7ª                           |
| Benediction Ignite XL          | Benediction Ignite XL     | Benediction Ignite XL  | Team Novo Nordisk                 | Team Novo Nordisk                 | Team Novo Nordisk                 | Terengganu Inc. TSG Cycling Team | Terengganu Inc. TSG Cycling Team | Terengganu Inc. TSG Cycling Team |
| 41                             | Patrick Byukusenge        | 26º                    | 101                               | David Lozano                      | 31º                               | 151                              | Mektel Eyob                      | NP 3ª                            |
| 42                             | Didier Munyaneza          | 40º                    | 102                               | Joonas Henttala                   | 43º                               | 152                              | Carlos Quintero                  | 6º                               |
| 43                             | Eric Manizabayo           | 11º                    | 103                               | Sam Brand                         | 47º                               | 153                              | Christofer Jurado                | R 8ª                             |
| 44                             | Jean Claude Nzafashwanayo | FTM 8ª                 | 104                               | Charles Planet                    | 52º                               | 154                              | Maral-Erdene Batmunkh            | R 8ª                             |
| 45                             | Rnus Byiza Uhiriwe        | FTM 8ª                 | 105                               | Oliver Behringer                  | R 2ª                              | 155                              | Mohd Shahrul Mat Amin            | R 4ª                             |
| SKOL Adrien Niyonshuti Academy |                           |                        |                                   |                                   |                                   |                                  |                                  |                                  |
| 51                             | Moise Mugisha             | 2º                     |                                   |                                   |                                   |                                  |                                  |                                  |
| 52                             | Shemu Nsengiyumva         | 34º                    |                                   |                                   |                                   |                                  |                                  |                                  |
| 53                             | Seth Hakizimana           | 50º                    |                                   |                                   |                                   |                                  |                                  |                                  |
| 54                             | Fidel Dukuzumurenyi       | 58º                    |                                   |                                   |                                   |                                  |                                  |                                  |
| 55                             | Jean Eric Habimana        | 39º                    |                                   |                                   |                                   |                                  |                                  |                                  |

### Legenda
| Legenda       | Legenda                                                          | Legenda               | Legenda                                                  |
| ------------- | ---------------------------------------------------------------- | --------------------- | -------------------------------------------------------- |
| Dorsale       | Dorsale di partenza del ciclista                                 | Posizione             | Posizione finale nella classifica generale               |
| Maglia gialla | Indica il vincitore della classifica generale                    | Maglia arancione      | Indica il vincitore della classifica dei GPM             |
| Maglia blu    | Indica il vincitore della classifica a punti                     | Maglia bianca-azzurra | Indica il vincitore della classifica dei giovani         |
| NP            | Indica un ciclista che non è ripartito in una tappa              | R                     | Indica un ciclista che si è ritirato in una tappa        |
| FTM           | Indica un ciclista che ha concluso una tappa fuori tempo massimo | EX                    | Corridore escluso per non aver rispettato il regolamento |

## Ciclisti per nazione
Le nazionalità rappresentate nella manifestazione sono 26; in tabella il numero dei ciclisti suddivisi per la propria nazione di appartenenza:
| Numero ciclisti | Nazione |
| --------------- | --- |
| 15              | Ruanda |
| 8               | Eritrea |
| 7               | Etiopia |
| 6               | Kazakistan |
| 5               | Algeria, Francia |
| 4               | Angola, Sudafrica |
| 3               | Colombia, Italia |
| 2               | Burkina Faso, Germania, Spagna, Svizzera                                                                             |
| 1               | Australia, Cile, Estonia, Finlandia, Gran Bretagna, Israele, Malaysia, Mongolia, Paesi Bassi, Panama, Serbia, Svezia |